# Anisia aberrans
Anisia aberrans là một loài ruồi trong họ Tachinidae.